# Airam Benito
Airam Benito Viera, conocido como Airam Benito, es un futbolista español. Nació en San Cristóbal de La Laguna, Santa Cruz de Tenerife, el 23 de septiembre de 1989. Actualmente puede jugar como centrocampista ofensivo y delantero en las filas del Racing Rioja C. F. de la Segunda División RFEF.

## Biografía
Benito se formó en la cantera del CD Tenerife con el que llegó a jugar en el equipo filial. Más tarde, lo haría en clubes de Tercera División como CD Ronda y Atlético Granadilla. Más tarde, formaría parte de equipos de Segunda B como Marbella FC, UB Conquense y Lorca FC.
En la temporada 2016-17, consiguió anotar 17 goles en las filas del Atlético Mancha Real, que no sirvieron para que su equipo, el Mancha Real, eludiese el descenso a Tercera.
En verano de 2017, se convierte en nuevo delantero del Extremadura UD, con el que consiguió ascender a la Segunda División en la última jornada de la eliminatoria de ascenso frente al FC Cartagena.
En la temporada 2018-19, hace su debut con el conjunto extremeño en la Segunda División.
En la temporada 2021-22, firma por el Racing Rioja C. F. de la Segunda División RFEF.

## Clubes
| Club                        | País   | Temporada |
| --------------------------- | ------ | --------- |
| CD Tenerife B               | España | 2008-2009 |
| CD Ronda                    | España | 2009-2010 |
| Atlético Granadilla         | España | 2010-2013 |
| Marbella FC                 | España | 2013-2014 |
| UB Conquense                | España | 2014-2015 |
| Lorca FC                    | España | 2015-2016 |
| Atlético Mancha Real        | España | 2016-2017 |
| Extremadura Unión Deportiva | España | 2017-2019 |
| Real Balompédica Linense    | España | 2019-2021 |
| Racing Rioja Club de Fútbol | España | 2021-     |